# RN1 (Benin)
Die RN1 ist eine Fernstraße in Benin, die in Ouidah beginnt und in Allada endet. Sie ist 35 Kilometer lang.
Die Fernstraße beginnt in Ouidah an der Ausfahrt der RNIE1 und endet in Allada an der Zufahrt zur RNIE2. Eine weitere Möglichkeit von Ouidah nach Allada zu kommen ist es, über die RNIE1 und die RNIE2, über Abomey-Calavi zu fahren. Die Zeitdifferenz über die RN1 beträgt 50 Minuten.